# Fahrgasse
Die Fahrgasse ist eine Straße in der östlichen Altstadt von Frankfurt am Main. Sie beginnt an der Alten Brücke und führt von Süd nach Nord bis zur Konstablerwache. Vom Mittelalter bis ins 19. Jahrhundert war sie die wichtigste der drei Nord-Süd-Achsen in der Altstadt und Schauplatz bedeutender Ereignisse. Sie war eine der verkehrsreichsten Straßen in Frankfurt, über die der gesamte Verkehr von und zur Mainbrücke führte. 1944 bei den Luftangriffen auf Frankfurt am Main zerstört und ab 1952 im Stil der 1950er Jahre wiederaufgebaut, ist sie heute eine ruhige Nebenstraße.

## Geschichte

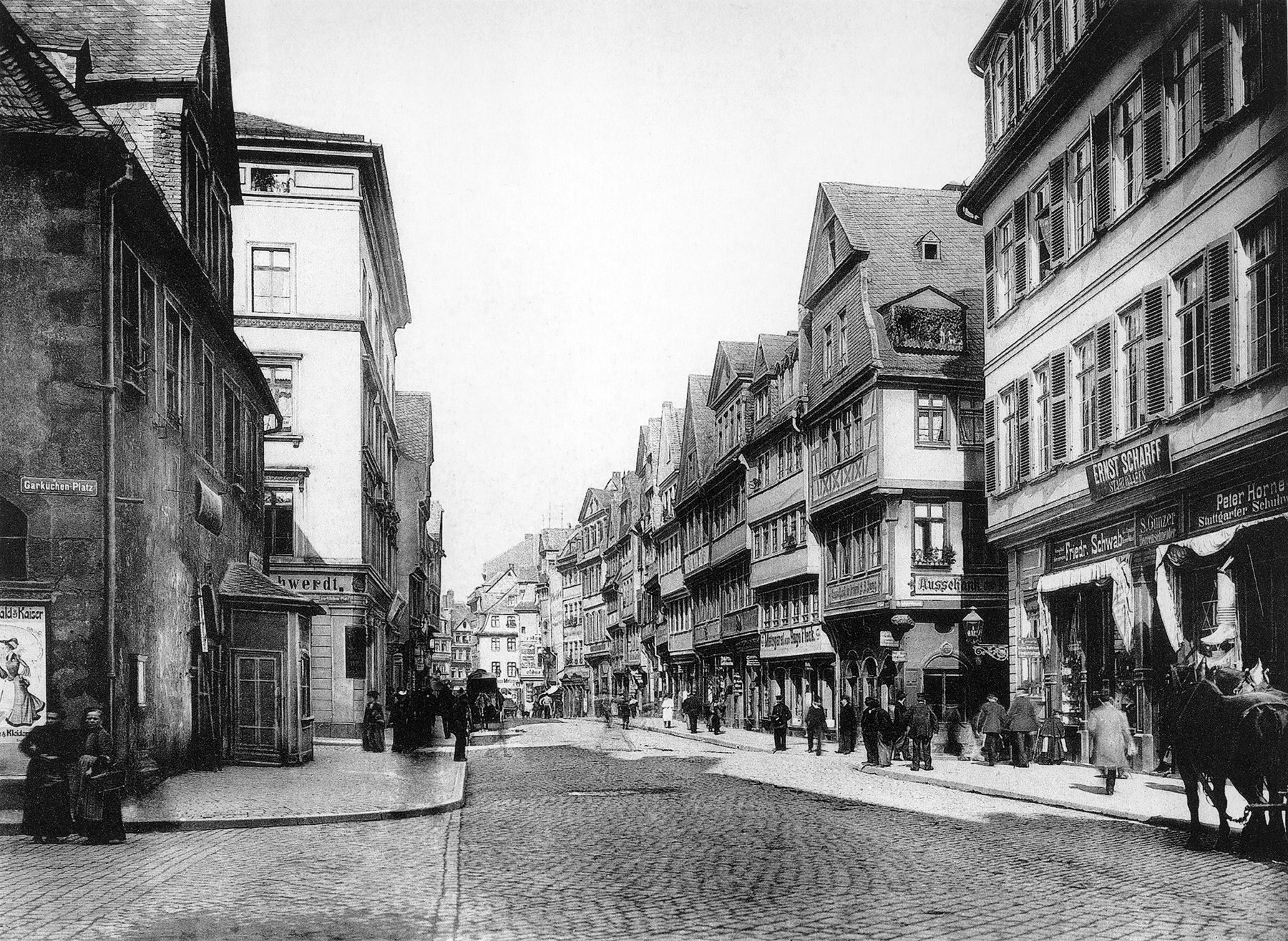
Fahrgasse nach Norden, um 1900

Die Fahrgasse entstand um das Jahr 1200, als sich das Siedlungsgebiet der Stadt von der ursprünglichen Keimzelle auf dem Domhügel nach Norden ausdehnte und mit einer Stadtmauer, der Staufenmauer befestigt wurde. 1222 wurde die Frankfurter Mainbrücke erstmals urkundlich erwähnt. Seitdem bildete die Fahrgasse die Hauptverkehrsachse zwischen der Brücke, die durch einen massiven Brückenturm befestigt war, und der Bornheimer Pforte, dem nordöstlichen Stadttor der staufischen Stadtmauer.
Entlang der Fahrgasse entstanden eine Reihe von bedeutenden öffentlichen und privaten Bauten, darunter das Haus Fürsteneck (Fahrgasse 17) und die Mehlwaage (Fahrgasse 19) am Garküchenplatz, an dessen östlichem Ende die Fahrgasse verlief. Im Fürsteneck eröffnete der Uhrmachermeister Wilhelm Alexander Christ 1863 sein erstes Ladengeschäft. Das Unternehmen wuchs später zum größten deutschen Schmuck- und Uhrenhändler.
Mit dem Haus Zum Goldenen Löwen, später Württemberger Hof (Fahrgasse 41, 1937 abgebrochen) und dem Haus Krachbein, nach 1743 König von England (Fahrgasse 94, 1891 bei der Verbreiterung der Battonnstraße abgebrochen und unter Verwendung von Originalteilen an gleicher Stelle, aber auf kleinerer Grundfläche, neu erbaut) lagen zwei der bedeutendsten Gasthöfe Frankfurts an der Fahrgasse.
In der 1874 abgebrochenen Johanniterkirche an der Ecke zur Schnurgasse, einer Kommende des Johanniterordens, starb 1349 der Gegenkönig Günther von Schwarzburg, vermutlich an der Pest. An den von der Fahrgasse abzweigenden Nebenstraßen lagen weitere bedeutende Frankfurter Bauten, darunter der Arnsburger Hof an der Predigergasse und das Dominikanerkloster.

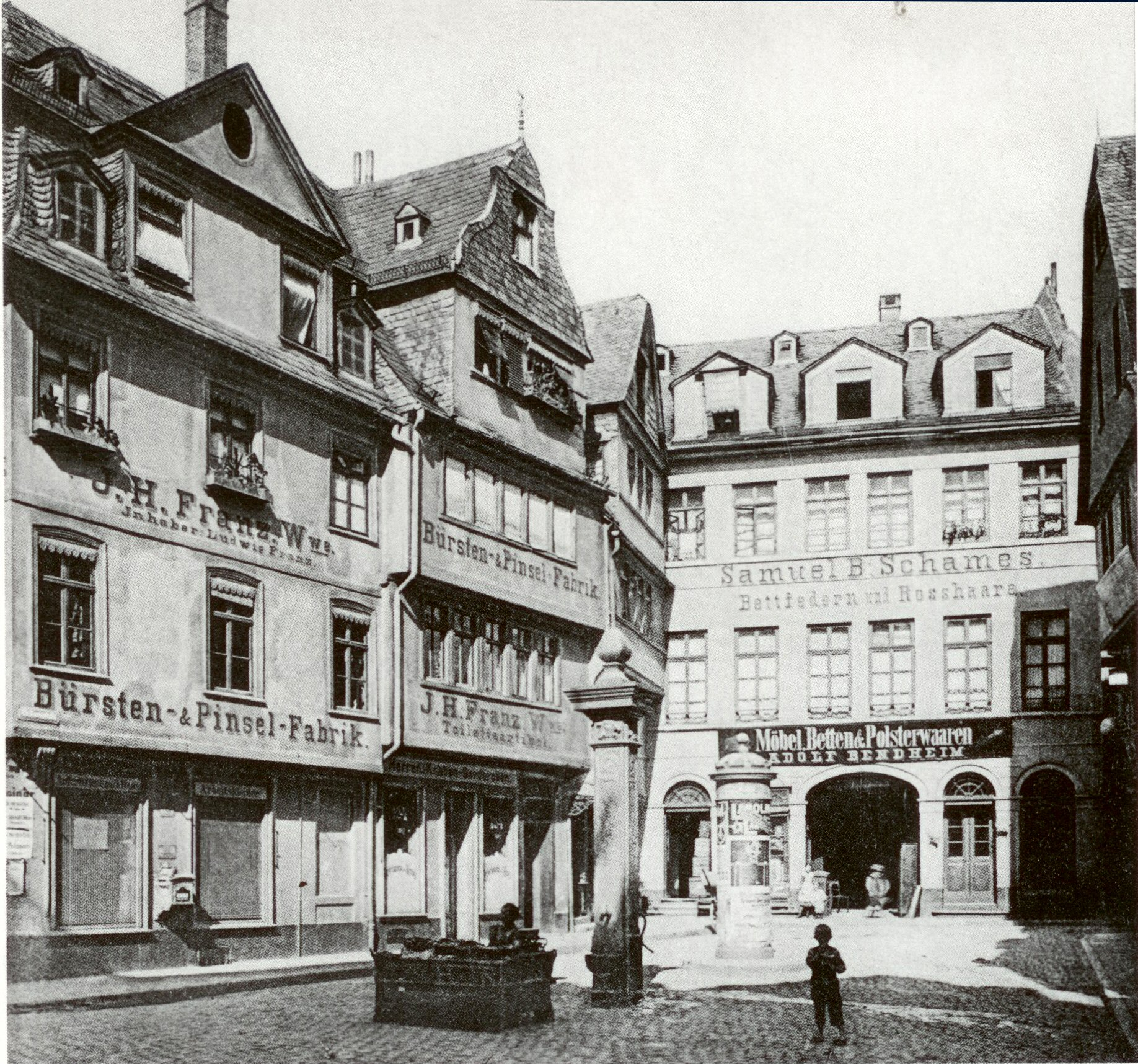
Das Einhornplätzchen, um 1900

Der sich nördlich der Schnurgasse erstreckende westliche Teil der Fahrgasse wurde beim Großen Christenbrand 1719 zerstört und danach wiederaufgebaut. Auf der östlichen Seite dieses Abschnitts lag auch das pittoreske Einhornplätzchen mit dem Haus Fahrgasse 120, in dem 1578 der bedeutende Maler Adam Elsheimer geboren wurde. Die hier errichteten Häuser waren mit ihrer Rückseite direkt auf die alte staufische Stadtmauer gebaut, die hier nach den Kriegszerstörungen noch heute erhalten ist. Gegenüber dem Platz führte das Engelthaler Gässchen von der Fahrgasse in den Innenhof des Engelthaler Hofs, der eine bedeutende spätbarocke Schaufassade an der nahen Töngesgasse besaß.
In der Fahrgasse 146 (Ecke Fahrgasse und Börnestraße) ließ der Bankier Amschel Mayer von Rothschild (1773–1855) 1813 durch den Städtischen Bauinspektor Philipp Jakob Hoffmann (1778–1834) ein klassizistisches Geschäftsgebäude für seine Bank M. A. von Rothschild & Söhne errichten. Dies war zugleich das Stammhaus der Bankiersfamilie Rothschild. Auf der Webseite des Rothschild Archive ist zu lesen, dass 1902 die Jüdische Haushaltungsschule Frankfurt „in renovierte Räume in der Fahrgasse 146 [gezogen sei]. Die Räumlichkeiten wurden der Schule 1903 von den Rothschilds mietfrei zur Verfügung gestellt“. Die Schule mit einem angeschlossenen Internat blieb dort, bis sie „nach 1914 in dem ehemaligen Jüdischen Krankenhaus Königswarter Straße“ ein neues Zuhause fand. Am 6.  März 1922, wurde in dem Rothschildschen Gebäude das Museum jüdischer Altertümer und von Rothschild Museum (so der offizielle Name) eröffnet. Es war das erste Jüdisches Museum in Frankfurt und zugleich „eines der ersten Museen in Deutschland, das sich explizit der Sammlung und Präsentation von Sachzeugnissen jüdischer Kultur und Religion widmete“. Das Ende des Museums und des Gebäudes kam 1938.

„Im Zuge der Novemberpogrome 1938 wurde in das Haus in der Fahrgasse 146, in dem sich neben den Museumsräumen die Verwaltungsräume der Israelitischen Gemeinde sowie die umfangreiche Bibliothek und das Archiv befanden, eingebrochen, das Gebäude verwüstet und schließlich zerstört.“

Die Commission on European Jewish Cultural Reconstruction schätzte 1946, dass das Museum über 18.000 Objekte und Abbildungen verfügt habe, von denen nach dem Novemberpogrom lediglich etwa 1.000 unter der Leitung des damaligen Direktors Ernstotto zu Solms-Laubach in die Bestände des Historischen Museums überführt werden konnten. Ein Teil von ihnen bildete den Grundstock der Sammlung des  am 9. November 1988 eröffneten Jüdischen Museums Frankfurt, das seinen Hauptsitz wie sein Vorgänger in einem ehemaligen Gebäude der Familie Rothschild hat.

Das ehemalige Rothschildsche Bankhaus im Schnittpunkt von Fahrgasse und Börnestraße
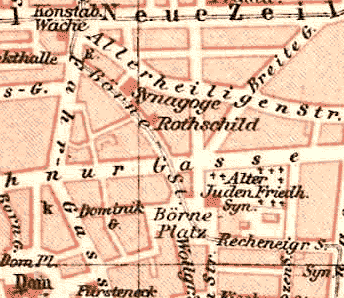
Der Schnittpunkt von nördlicher Fahrgasse und Börnestraße in einem Stadtplan von 1893
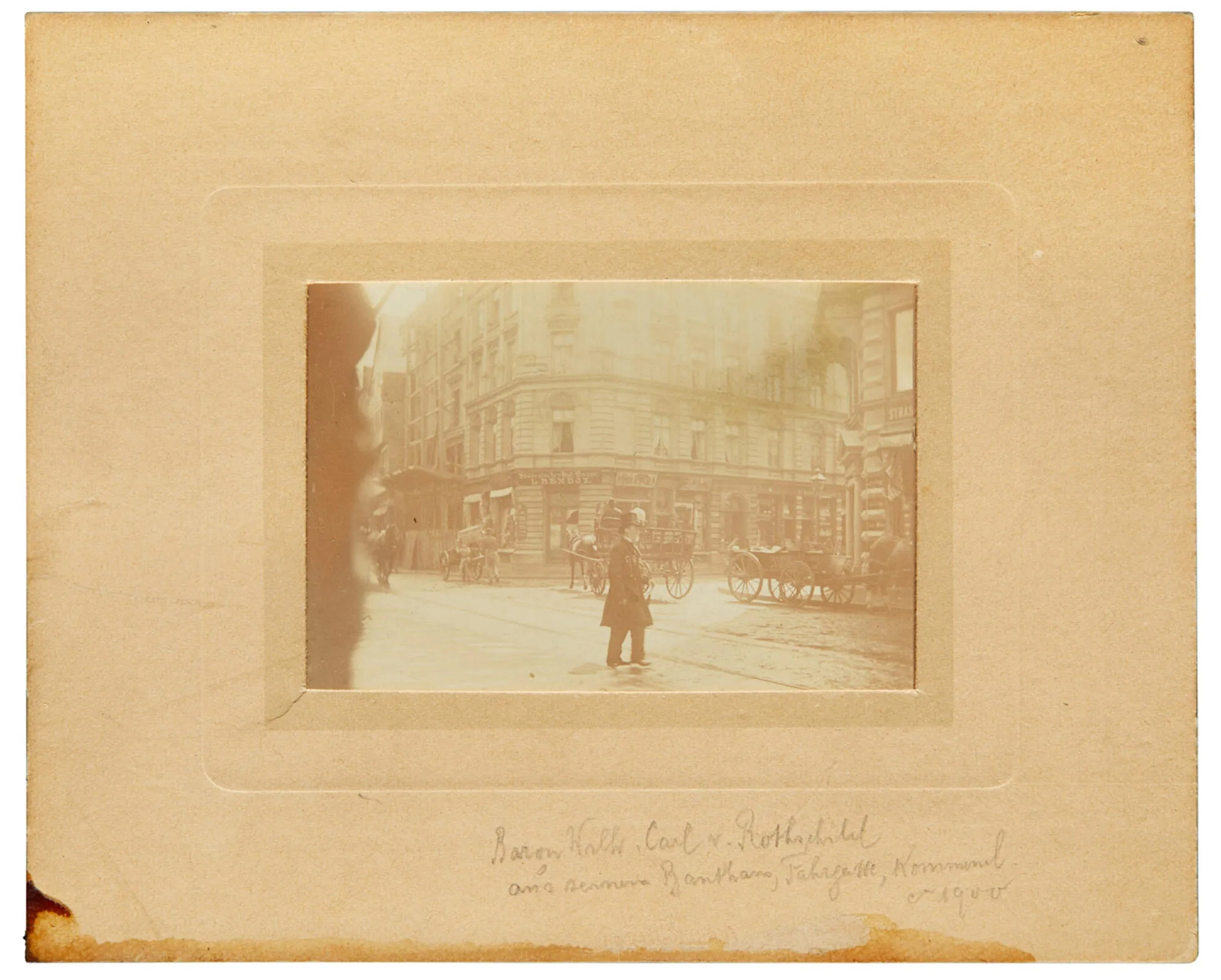
Die Fotografie zeigt Wilhelm Carl von Rothschild um 1900 vor seinem Bankhaus in der Fahrgasse
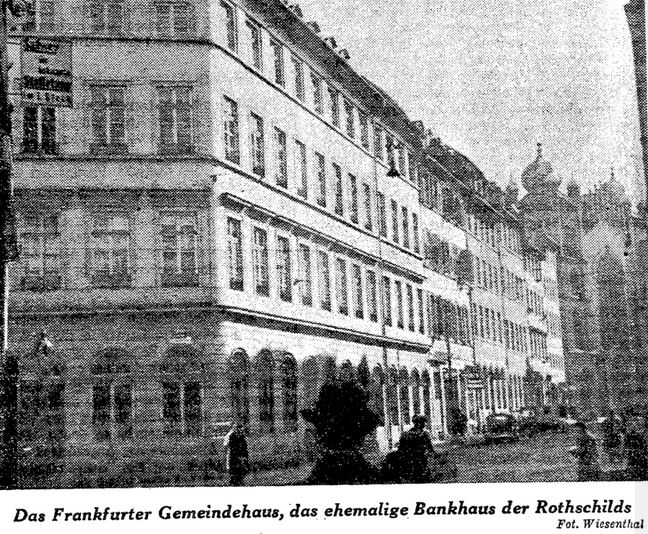
Das ehemalige Rothschildsche Bankhaus in der Fahrgasse 146, 1937

Am 18. September 1848 kam es während der Septemberunruhen zu Barrikadenkämpfen zwischen revolutionären Arbeitern, Bauern und Handwerkern sowie dem preußischen und österreichischen Militär. Am 21. April 1873 löste die Erhöhung des Bierpreises von vier auf viereinhalb Kreuzer den Frankfurter Bierkrawall aus. Bei der gewaltsamen Niederschlagung starben 20 Menschen, darunter eine alte Frau und ein zehnjähriger Junge.
Am 18. und 22. März 1944 wurde die östliche Altstadt bei zwei schweren Bombenangriffen völlig zerstört. Beim Wiederaufbau ab 1952 entstand eine unauffällige Blockrandbebauung im nüchternen Stil der 1950er Jahre. Durch die Berliner Straße, einen 1954 angelegten Straßendurchbruch, ist sie heute in einen nördlichen und südlichen Ast geteilt. Am südlichen Ende ist sie vom Verkehrsstrom abgeschnitten, der heute von der Alten Brücke über die östlich verlaufende Kurt-Schumacher-Straße führt. Sie hat dadurch den Charakter als ehemals wichtigste Frankfurter Geschäftsstraße neben der Zeil praktisch vollständig verloren. Im Norden endet die Fahrgasse an der zur Fußgängerzone umgestalteten Konstablerwache.

Die Fahrgasse in heutiger Zeit
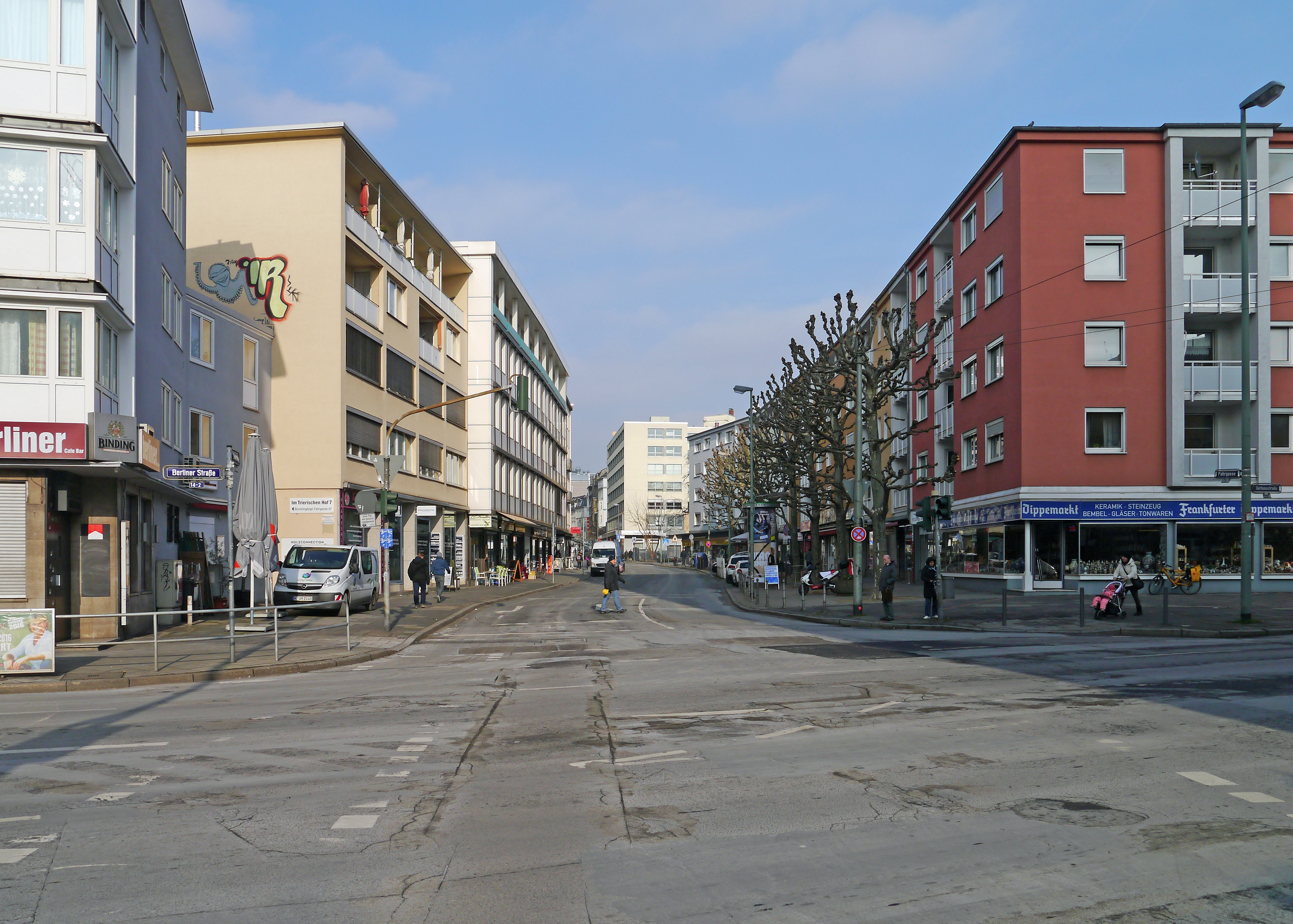
Nördlicher Teil der Fahrgasse, ab Kreuzung Berliner- und Battonnstraße
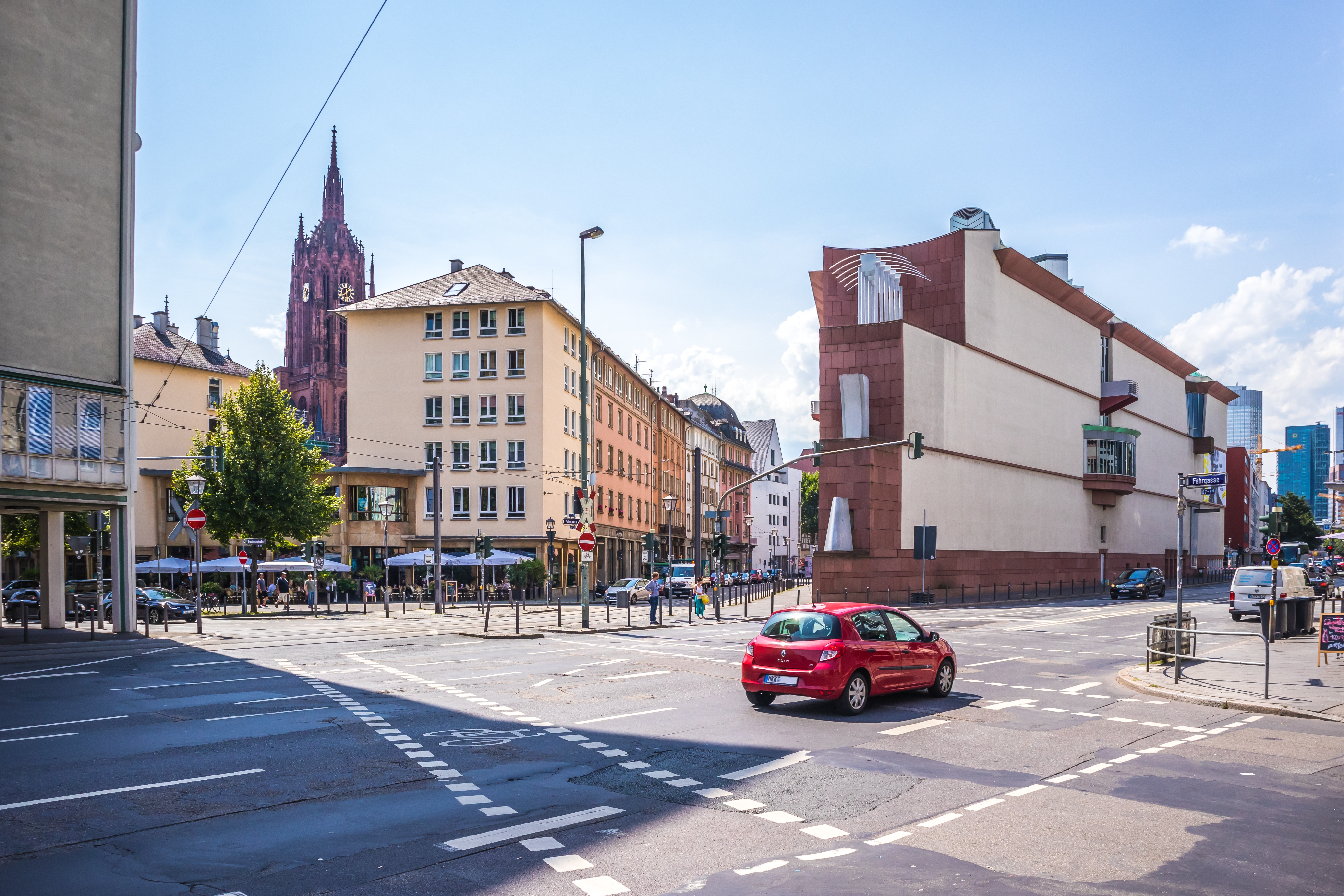
Kreuzung mit Braubach, Berliner und Battonstraße, etwa in der Mitte der Fahrgasse